# Nobuyuki Wakai
Nobuyuki Wakai (若井伸之?  Chiba, 25 de julio de 1967-Jerez de la Frontera, 1 de mayo de 1993) fue un expiloto de motociclismo japonés y que murió trágicamente en el Circuito de Jerez en el transcurso del Gran Premio de España de 1993.

## Biografía
Debutó en 1990 de Gran Premio de Japón de 1990 a bordo de un Honda en 125 de Campeonato Mundial, obteniendo 3 puntos .
En 1991 se convierte en piloto de carreras, siempre compitiendo a bordo de una Honda y obteniendo un tercer puesto en el Malasia. Terminó la temporada en décimo lugar con 60 puntos.
En 1992 consigue un tercer lugar en Japón y termina la temporada en décimo lugar con 52 puntos. Ese mismo año, en el Gran Premio de Alemania se estrena en dos categorías a la vez, reemplazando al lesionado Wilco Zeelenberg en 250cc a bordo de un Suzuki y obteniendo 4 puntos.
En 1993 pasa a la categoría de 250cc a bordo de un Suzuki. En los entrenamientos clasificatorios del Gran Premio de España, a la salida de los pits, atropella a un aficionado amigo del piloto italiano Loris Reggiani, quien no tenía autorización para entrar a los pits, golpeándose la cabeza contra el borde de la pared del muro. Murió en el hospital "Virgen del Rocío" de Sevilla a las 19:30, aunque ya había sido clasificado clínicamente muerto antes de su llegada al hospital.

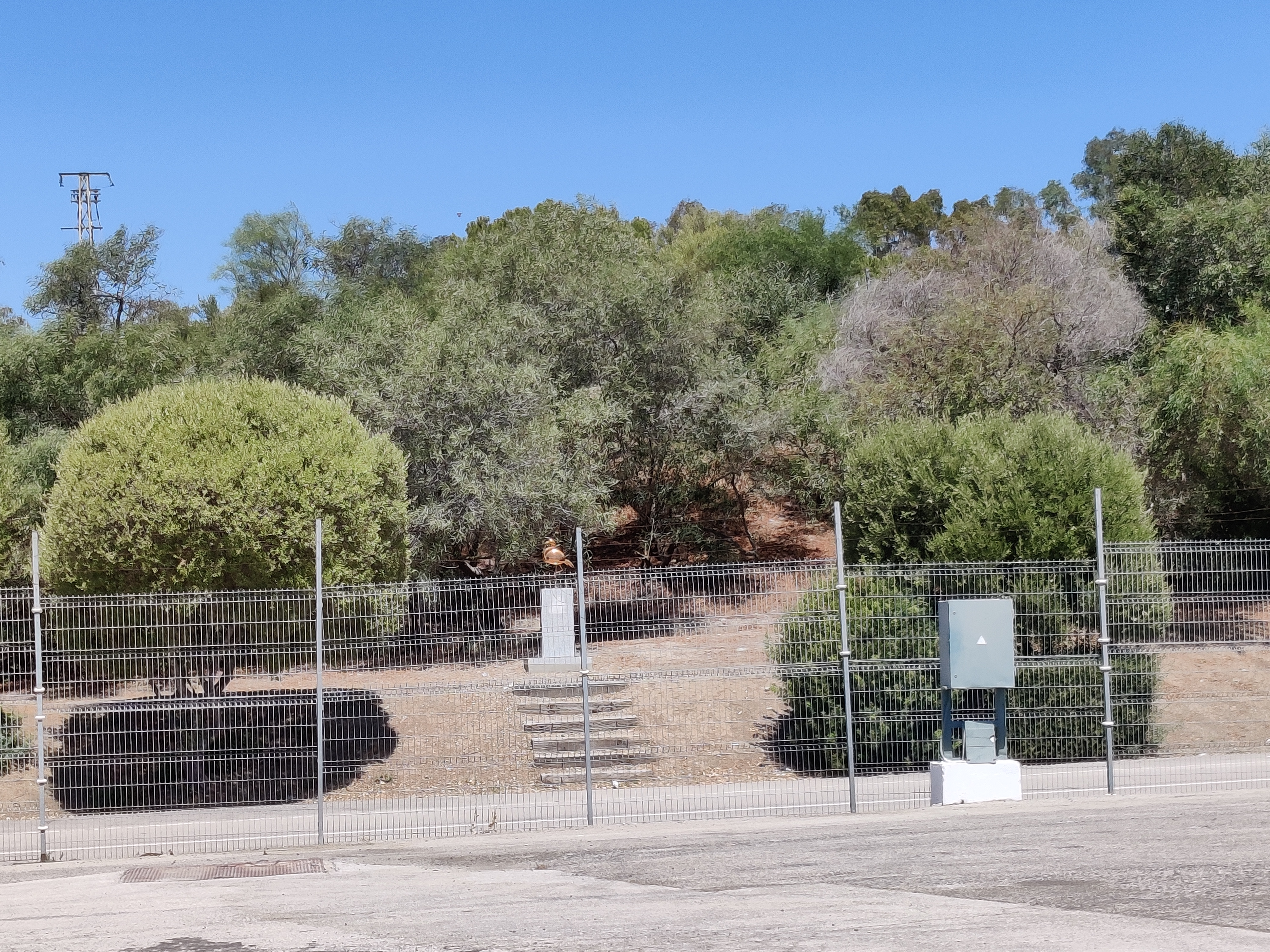
Monumento

## Resultados en el Campeonato del Mundo

### Carreras por año
Sistema de puntuación desde 1988 hasta 1991:
| Posición | 1.º | 2.º | 3.º | 4.º | 5.º | 6.º | 7.º | 8.º | 9.º | 10.º | 11.º | 12.º | 13.º | 14.º | 15.º |
| Puntos   | 20  | 17  | 15  | 13  | 11  | 10  | 9   | 8   | 7   | 6    | 5    | 4    | 3    | 2    | 1    |

Sistema de puntuación de 1993 hasta 2022:
| Posición | 1.º | 2.º | 3.º | 4.º | 5.º | 6.º | 7.º | 8.º | 9.º | 10.º | 11.º | 12.º | 13.º | 14.º | 15.º |
| Puntos   | 25  | 20  | 16  | 13  | 11  | 10  | 9   | 8   | 7   | 6    | 5    | 4    | 3    | 2    | 1    |

| Año  | Cat.  | Moto   | 1      | 2       | 3       | 4       | 5      | 6      | 7       | 8       | 9     | 10      | 11      | 12    | 13      | 14    | Pts. | Pos. |
| ---- | ----- | ------ | ------ | ------- | ------- | ------- | ------ | ------ | ------- | ------- | ----- | ------- | ------- | ----- | ------- | ----- | ---- | ---- |
| 1990 | 125cc | Honda  | JAP 13 | ESP -   | NAC -   | ALE -   | AUT -  | YUG -  | NED -   | BEL -   | FRA 6 | GBR -   | SUE -   | CHE - | HUN -   | AUS - | 3    | 34.º |
| 1991 | 125cc | Honda  | JAP 12 | AUS -   | ESP 21  | ITA 6   | ALE 9  | AUT 12 | EUR Ret | NED 15  | FRA 8 | GBR Ret | RSM Ret | CHE 5 | MAL 3   |       | 60   | 10.º |
| 1992 | 125cc | Honda  | JAP 3  | AUS 4   | MAL Ret | ESP 5   | ITA 10 | EUR 9  | ALE 9   | NED Ret | HUN 4 | FRA 8   | GBR 10  | BRA 8 | RSA Ret |       | 52   | 10.º |
| 1992 | 250cc | Suzuki | JAP -  | JAP -   | AUS -   | MAL -   | ESP -  | ITA -  | EUR -   | ALE 7   | NED - | HUN -   | FRA -   | GBR - | BRA -   | RSA - | 4    | 18.º |
| 1993 | 250cc | Honda  | AUS 21 | MAL Ret | JAP 28  | ESP DNS | AUT -  | ALE -  | NED -   | EUR -   | RSM - | GBR -   | CZE -   | ITA - | USA -   | FIM - | 0    | -    |

| Color     | Resultado                                                               |
| --------- | ----------------------------------------------------------------------- |
| Oro       | Ganador                                                                 |
| Plata     | 2.ª plaza                                                               |
| Bronce    | 3.ª plaza                                                               |
| Verde     | Finalizó en los puntos                                                  |
| Azul      | Finalizó sin puntos                                                     |
| Azul      | NC - No clasificado                                                     |
| Violeta   | Ret - No terminó (Carrera)                                              |
| Rojo      | DNQ - No se clasificó                                                   |
| Negro     | DSQ - Descalificado                                                     |
| Blanco    | DNS - No empezó (carrera)                                               |
| Blanco    | WD - Retirado (fin de semana)                                           |
| Blanco    | C - Carrera cancelada                                                   |
| Sin color | DNP - Inscrito pero no participó                                        |
| Sin color | INJ - Lesionado                                                         |
| Sin color | EX - Excluido                                                           |
| Estado    | Resultado                                                               |
| Negrita   | Pole position                                                           |
| Cursiva   | Vuelta rápida                                                           |
| †         | Abandona, pero clasifica al completar el porcentaje requerido para ello |